# Degenfeld-kastély (Baktalórántháza)
A baktalórántházi Dégenfeld-kastély a város központjában található, több hektáros természetvédelmi terület övezi. 2015 decembere óta interaktív múzeumként üzemel.

## Elhelyezkedése
A kastély Szabolcs-Szatmár-Bereg vármegyében, a Közép-Nyírségben, Nyíregyházától 31 km-re északkeletre található.

## Története
A nemesi kúria első írásos említése 1515-ből származik. Eszerint a Nyíri család tagjai nászajándék fejében „...Bogda prédiumban egy lakatlan nemes kúriát, Ibrányi István esztergomi kanonoknak adományozzák.” 1593 előtt Bakta már a Báthoriak ecsedi birtokához tartozott. 1630-ban II. Ferdinánd új adományként szalai Barkóczy Lászlónak adta:  „...possessionibus Bakta curiaque nobilitari ibidem fundata et exstructa...” azaz: „Bakta helységben alapított és épített nemesi kúriával”. A hagyomány szerint a mai kastély elődjét Barkóczy László építette 1630-körül. 
1687-től Barkóczy Krisztina és Károlyi Sándor házassága révén a kastélynak új részbirtokosa lett, a nagykárolyi Károlyi család. 1720 és 1724 között felújították az épületet, emeletet is építettek rá. A kastély utolsó nagyobb átalakításait 1840 körül végezték.
1919-ben a Tiszántúlt megszálló román hadsereg egyik főhadiszállása lett a baktai kastély. Kivonulásuk után az épület üresen, kifosztva maradt vissza. A helyreállítás után a második világháború végéig a Degenfeld család lakta.
1945 után a baktai erdő adottságaira támaszkodva tüdőszanatóriumként hasznosították az épületet. A kastély parkját gondosan karbantartották, az 1970-es években hivatalosan is természetvédelemi terület lett.
1995-től több mint 20 évig üresen, kifosztva állt a kastély, csak 2006-ban került Baktalórántháza önkormányzatának tulajdonába. 2015-ben újították fel, majd 2016 március 15-én megnyitotta kapuit a Dégenfeld Kastélymúzeum.

### Dégenfeld Kastélymúzeum
A helytörténeti, néprajzi, természettudományi múzeum egyedi, innovatív technikai megoldások révén, interaktív informatikai eszközökkel, táblagépek kameraképén keresztül virtuálisan felépített világot is bemutat a látogatóknak.
2019-ben a múzeum két további állandó kiállítással bővült: egy különálló épületet gróf Károlyi Gyula miniszterelnök emlékházának rendeztek be. A főépület emeletén pedig interaktív erdészeti kiállítást alakítottak ki.

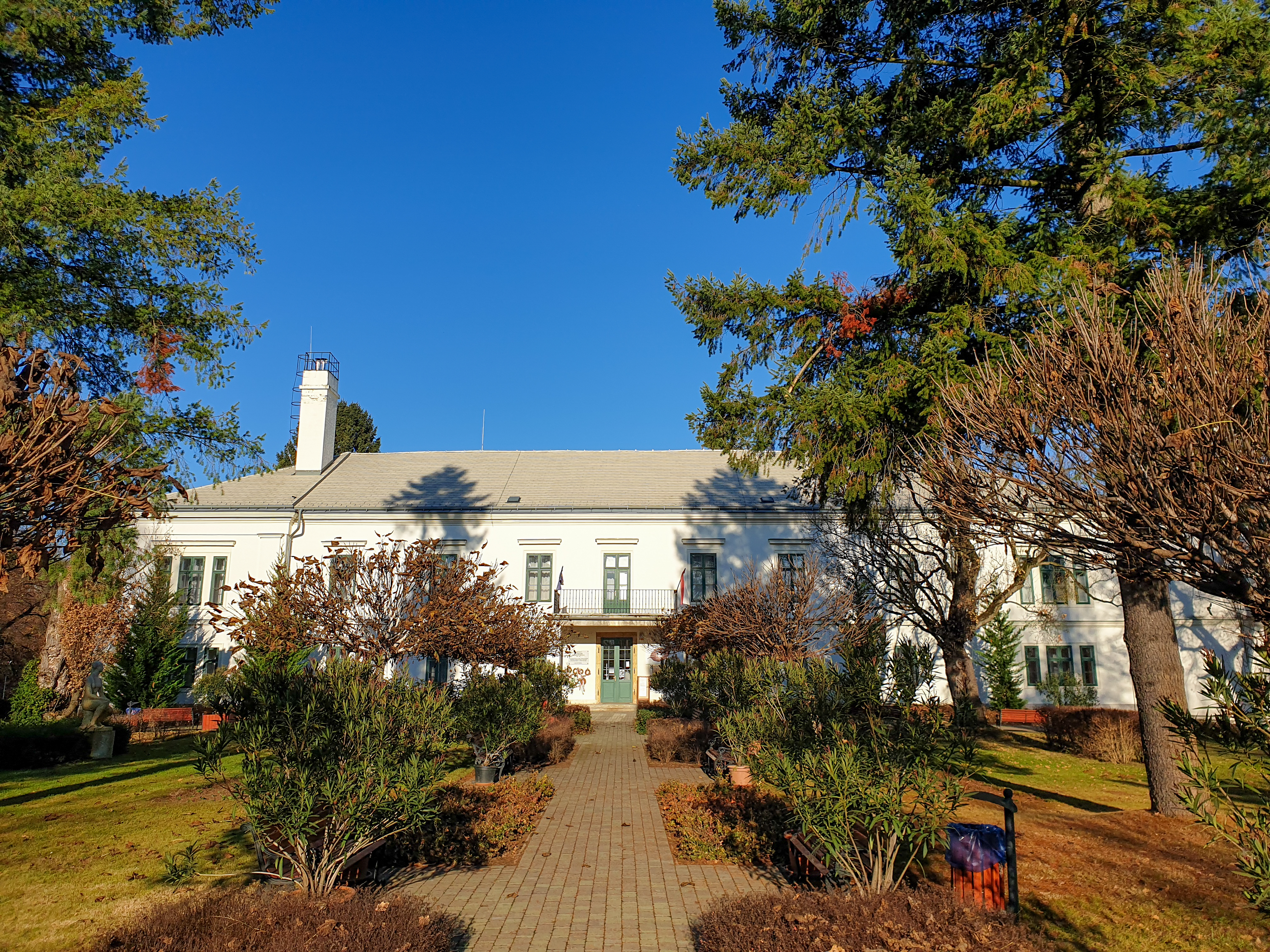
A kastély 2021 novemberében
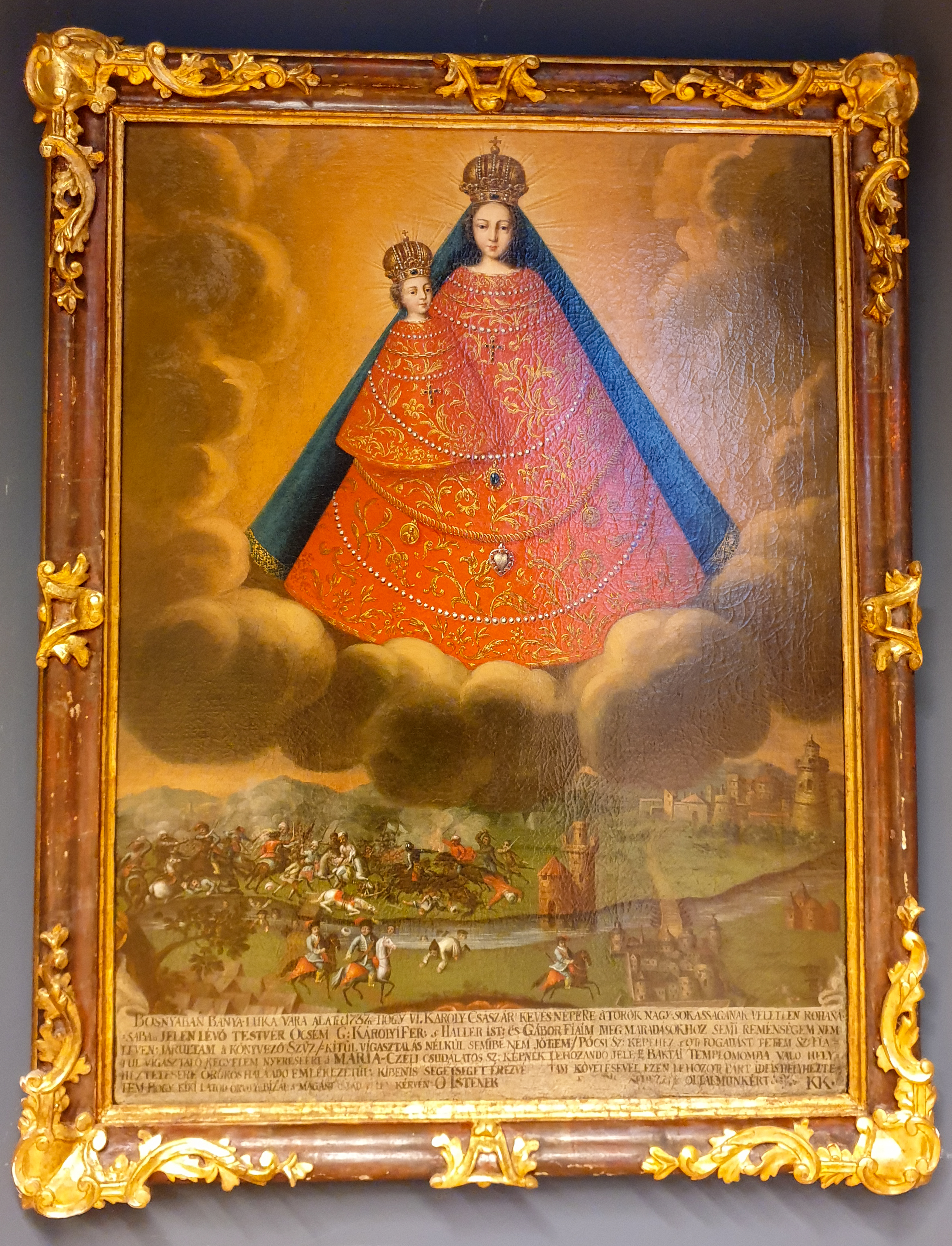
Egy 1737-ben Banja Luka mellett, a Károlyi család tagjainak részvételével lezajlott ütközet festményen
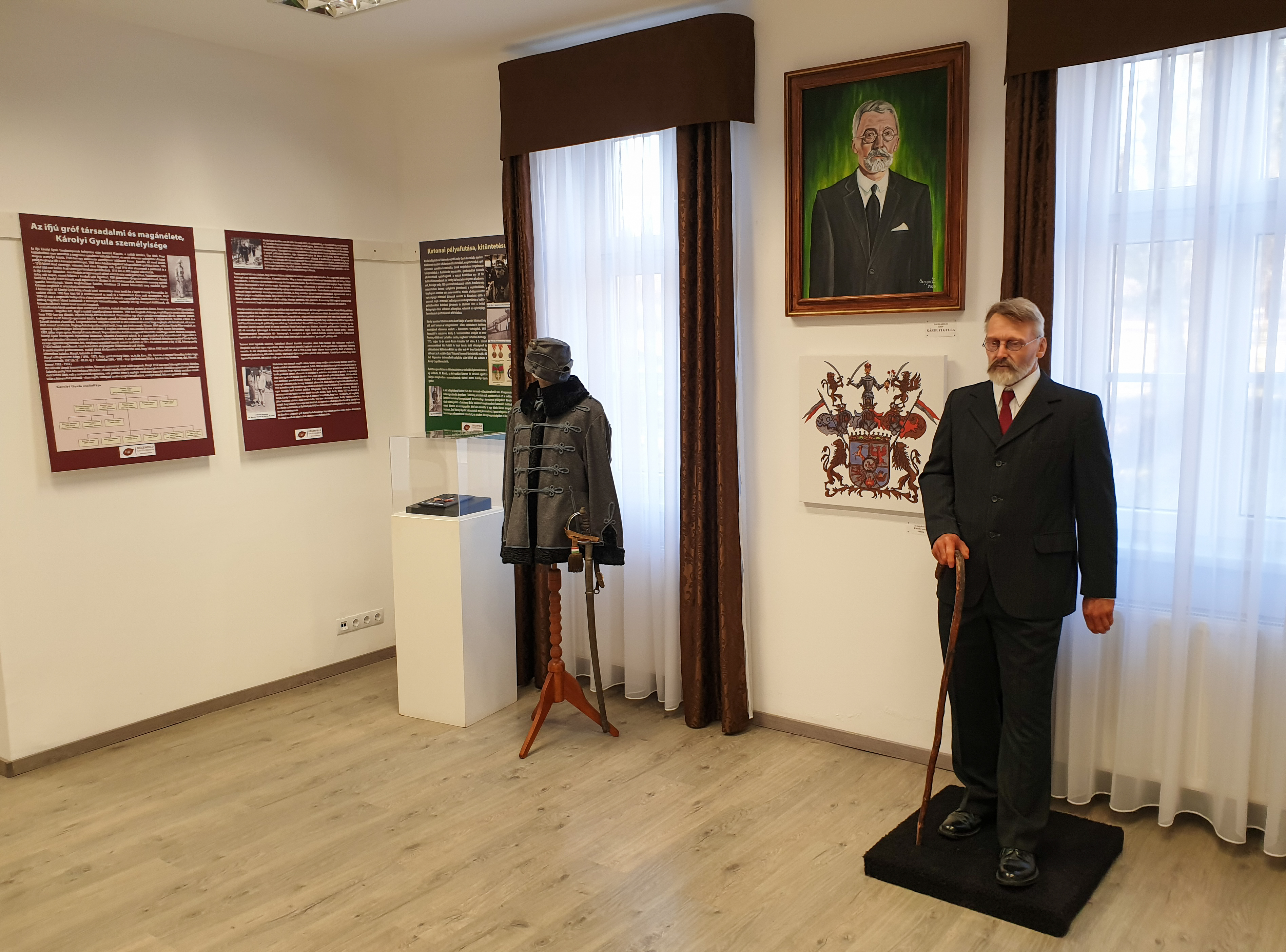
Károlyi Gyula miniszterelnök emlékházának egyik terme a gróf életnagyságú alakjával
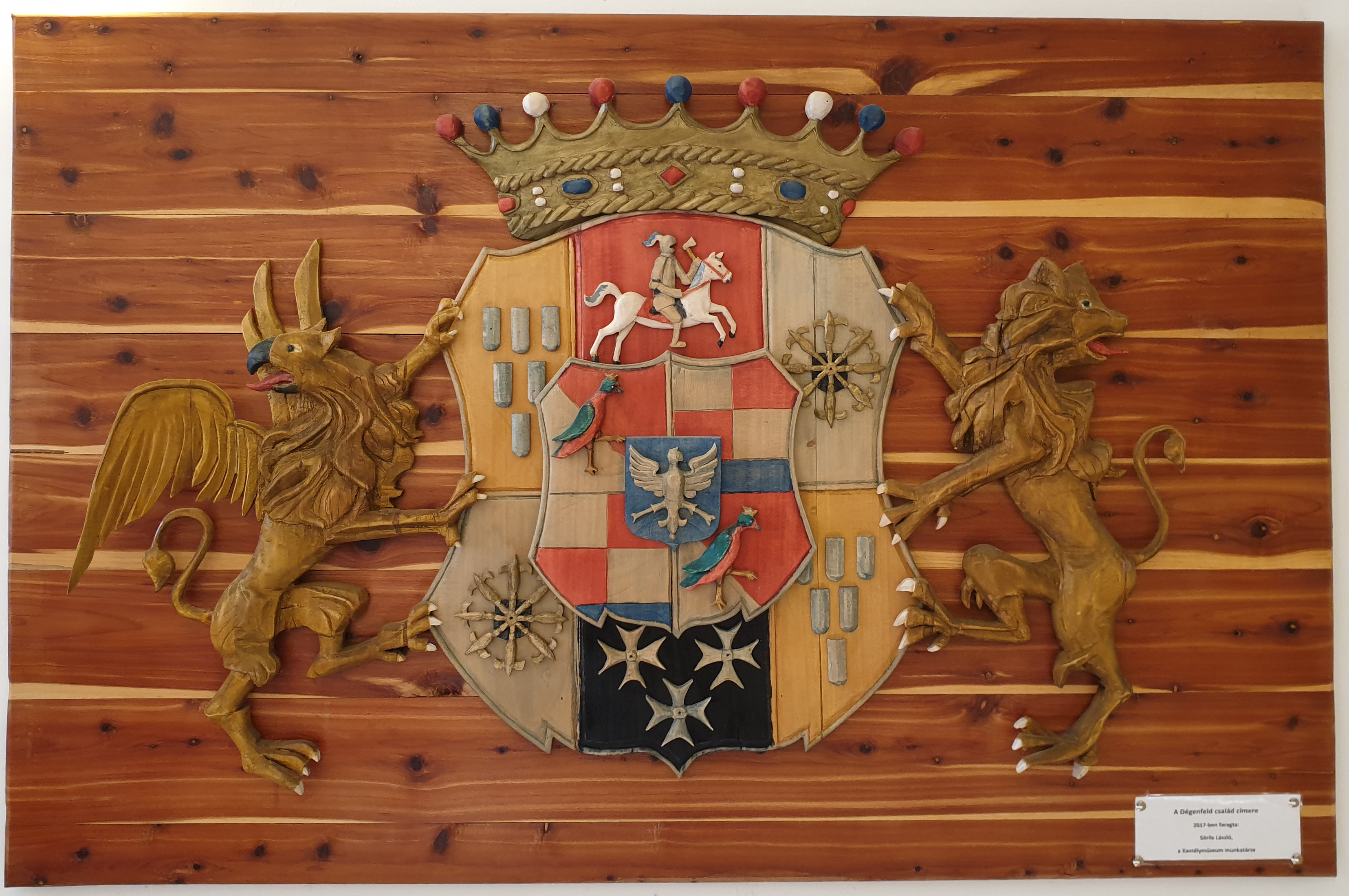
A Degenfeld család címere fafaragáson

## A kastélypark
A kastély parkjában egyedülálló fa-ritkaságok vannak. A környező 312 hektár területű erdő – mely Nyírerdő néven ismert – egy része természetvédelem alatt áll.